# Tarun Mansukhani
Tarun Mansukhani est un réalisateur, scénariste et assistant réalisateur indien de Bollywood, ami de Karan Johar qui produit ses films.  

## Filmographie
| Année | Film                      | Fonction                |
| ----- | ------------------------- | ----------------------- |
| 2018  | Koochie Koochie Hota Hain | Réalisateur             |
| 2008  | Dostana                   | Réalisateur, scénariste |
| 2006  | Kabhi Alvida Naa Kehna    | Assistant réalisateur   |
| 2005  | Paheli                    | Assistant réalisateur   |
| 2003  | Kal Ho Naa Ho             | Assistant réalisateur   |
| 2001  | Kabhi Khushi Kabhie Gham  | Assistant réalisateur   |
| 2000  | Mohabbatein               | Assistant réalisateur   |
| 1998  | Kuch Kuch Hota Hai        | Assistant réalisateur   |